# Lajos Kada
Lajos Kada (Budapest, 16 novembre 1924 – Budapest, 26 novembre 2001) è stato un arcivescovo cattolico ungherese.

## Biografia
Lajos Kada nacque a Budapest il 16 novembre 1924.

### Formazione e ministero sacerdotale
Il 10 ottobre 1948 fu ordinato presbitero. Il cardinale József Mindszenty lo inviò quindi a Roma per proseguire gli studi. Soggiornò presso il Pontificio collegio germanico-ungarico. Fu il primo allievo ungherese ad essere ammesso alla Pontificia accademia ecclesiastica di Roma. Dopo aver concluso gli studi, nel 1957, entrò nel servizio diplomatico della Santa Sede e operò nelle rappresentanze pontificie in Pakistan dal 1959 al 1962 e in Scandinavia dal 1964 al 1971. Il 15 settembre 1972 venne nominato sottosegretario del Pontificio consiglio "Cor Unum".

### Ministero episcopale
Il 20 giugno 1975 papa Paolo VI lo nominò arcivescovo titolare di Tibica e nunzio apostolico in Costa Rica. Ricevette l'ordinazione episcopale il 20 luglio successivo dal cardinale Jean-Marie Villot, segretario di Stato di Sua Santità, co-cosancranti gli arcivescovi Giovanni Benelli, sostituto per gli affari generali della Segreteria di Stato, e Corrado Bafile, pro-prefetto della Congregazione per le cause dei santi. Il 15 ottobre 1980 venne nominato anche nunzio apostolico in El Salvador.
Poco dopo l'assassinio dell'arcivescovo Óscar Romero, l'8 aprile 1984 venne nominato segretario della Congregazione per i sacramenti che il 28 giugno 1988, con la firma della costituzione apostolica Pastor Bonus, divenne l'attuale Congregazione per il culto divino e la disciplina dei sacramenti.
Il 22 agosto 1991 papa Giovanni Paolo II lo nominò nunzio apostolico in Germania. Il suo mandato vide tra l'altro il riordino delle diocesi nella parte orientale del paese. Il 22 settembre 1995 venne trasferito all'incarico di nunzio apostolico in Spagna al quale si aggiunse, il 6 marzo dell'anno successivo, quello di nunzio apostolico in Andorra
Oltre all'ungherese parlava tedesco, italiano, latino, inglese, francese, spagnolo, greco ed ebraico.
Il 1º marzo 2000 papa Giovanni Paolo II accettò la sua rinuncia agli incarichi per raggiunti limiti di età.
Si trasferì nella sua nativa Budapest dove morì dopo una lunga battaglia contro il cancro il 26 novembre 2001 all'età di 77 anni. In base ai suoi desideri, fu sepolto nella tomba di famiglia nel cimitero del quartiere Kerepesdűlő di Budapest, accanto alla madre.

## Genealogia episcopale e successione apostolica
La genealogia episcopale è:
- Cardinale Scipione Rebiba
- Cardinale Giulio Antonio Santori
- Cardinale Girolamo Bernerio, O.P.
- Arcivescovo Galeazzo Sanvitale
- Cardinale Ludovico Ludovisi
- Cardinale Luigi Caetani
- Cardinale Ulderico Carpegna
- Cardinale Paluzzo Paluzzi Altieri degli Albertoni
- Papa Benedetto XIII
- Papa Benedetto XIV
- Papa Clemente XIII
- Cardinale Giovanni Francesco Albani
- Cardinale Carlo Rezzonico
- Cardinale Antonio Dugnani
- Arcivescovo Jean-Charles de Coucy
- Cardinale Gustave-Maximilien-Juste de Croÿ-Solre
- Vescovo Charles-Auguste-Marie-Joseph Forbin-Janson
- Cardinale François-Auguste-Ferdinand Donnet
- Vescovo Charles-Emile Freppel
- Cardinale Louis-Henri-Joseph Luçon
- Cardinale Charles-Henri-Joseph Binet
- Cardinale Maurice Feltin
- Cardinale Jean-Marie Villot
- Arcivescovo Lajos Kada

La successione apostolica è:
- Vescovo José Rafael Barquero Arce (1979)
- Vescovo Alfonso Coto Monge (1980)
- Cardinale Gregorio Rosa Chávez (1982)
- Vescovo Rodrigo Orlando Cabrera Cuéllar (1984)
- Vescovo Juan Antonio Reig Pla (1996)
- Vescovo Ramón del Hoyo López (1996)
- Cardinale Carlos Osoro Sierra (1997)
- Vescovo Adolfo González Montes (1997)
- Vescovo Agustín Cortés Soriano (1998)